# Peter Cornelius (muzyk)

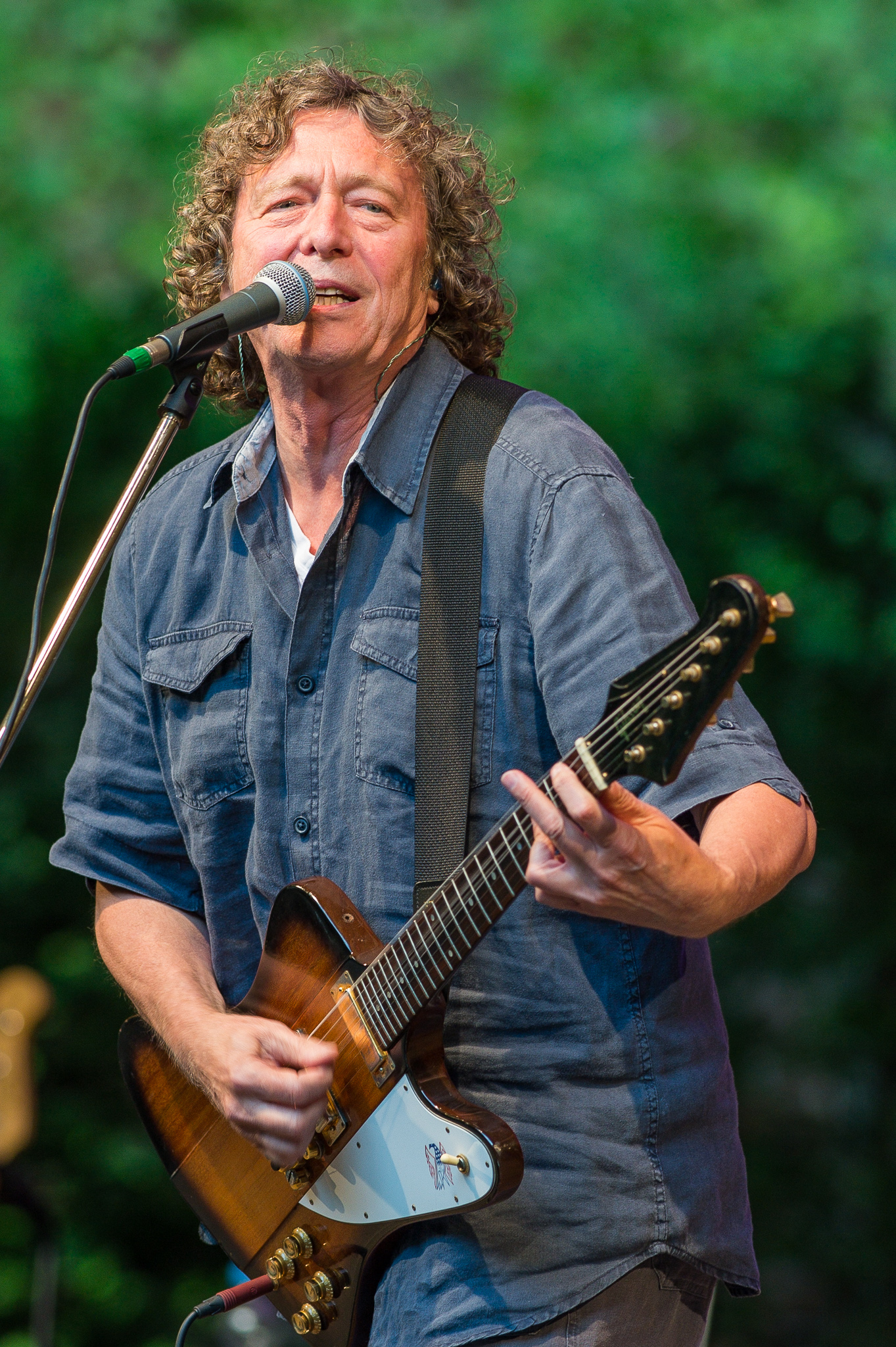
Peter Cornelius (2015)

Peter Cornelius (ur. 29 stycznia 1951 w Wiedniu) – austriacki gitarzysta i autor tekstów. Znany jest m.in. ze współpracy z Michaelem Cretu, twórcą projektu Enigma.

## Dyskografia

### Albumy studyjne
- 1974: Hampelmann
- 1974: Fleckerlteppich
- 1976: Eine Rose aus Papier
- 1980: Der Kaffee ist Fertig
- 1980: Zwei
- 1981: Reif für die Insel
- 1982: Bevor i geh’/Ohne Fihlter
- 1983: Fata Morgana
- 1984: Süchtig
- 1986: Gegen de Strom
- 1987: CORNELIUS '87
- 1988: Sensibel
- 1989: Jahreszeiten
- 1989: Live aus dem Wiener Konzerthaus
- 1990: In Bewegung
- 1992: Cornelius + Cretu
- 1993: Lieber heut als morgen
- 2001: Liebenszeichen
- 2003: Schatten und Licht
- 2006: Wie ein Junger Hund im hohen Gras
- 2008: Hanschrift
- 2012: 12 neue 12

### DVD
- 2006: Peter Cornelius: Live vor 100.000 auf Doanuinselfest

### Albumy kompilacyjne
- 1984: Streicheleinheiten
- 1987: Meine grossen Erfolge
- 1988: Liederbuch
- 1988: Portrait
- 1989: Poptakes
- 1989: Instrumental
- 1990: Sehnsucht
- 1992: Streicheleinheiten
- 1995: Meisterstücke
- 1995: Song Portrait
- 1996: Liedermacher
- 1997: Die grössten Hits aus 25 Jahren
- 1998: Master Series
- 1999: Schwerelos (box set)
- 2001: Best of Peter Cornelius
- 2004: Peter Cornelius – Das Beste
- 2006: Peter Cornelius – Best of – Reif für die Insel
- 2015: Peter Cornelius – Best of – 36 grosse Songs